# Добисна (водосховище)
Добисна або Добасна (біл. До́басна) — водосховище на однойменній річці, за 67,4 км від її гирла. Розташоване в Кіровському районі, Могильовська область, Білорусь, за 10 км на схід від міста Кіровськ.
Водосховище було створено в 1969 році після спорудження греблі поруч із селом Нова Добасна в рамках робіт із зариблення Добисни і зрошення прилеглих територій. У 1974—1981 роках проводилася реконструкція водосховища.
- Площа поверхні — 0,92 км²
- Довжина — 5 км
- Ширина:
  - найбільша — 0,7 км
  - середня — 0,34 км
- Довжина берегової лінії — 12 км
- Глибина:
  - найбільша — 2,5 м
  - середня — 1,2 м
- Об'єм води у водосховищі — 1,9 млн м³
- Середній багаторічний стік — 2,1 млн м³[3]
- Висота греблі — 9 м.

Береги висотою до 2 м, пологі. Дно вистелене торфом і піском.